# Rona de Sus (gmina)
Rona de Sus – gmina w Rumunii, w okręgu Marmarosz. Obejmuje miejscowości Coștiui i Rona de Sus. W 2011 roku liczyła 3855 mieszkańców.